# Linda's eerste liefde
Linda's eerste liefde is een Surinaamse soap van radio-omroep AVROS en RAPAR.
Directeur Wilfred Lionarons voerde halverwege de jaren 50 bij de AVROS horizontale programmering in van dagelijkse soaps naar voorbeeld van de Verenigde Staten. Samen met journalist Cyriel Karg bewerkte hij het script van Linda's eerste liefde dat uit de Verenigde Staten kwam en dat  naar het Nederlands werd vertaald door hun respectieve echtgenoten Marita Karg-Kleine en Vera Lionarons-Heilbron.
Deze grote hit over de lotgevallen van Linda Crockett, Kenneth Woodruff, Tante Sara, Daisy Keppelmeister, Pa Crocket en Danny Grogan, werd dagelijks om kwart over zes 's middags uitgezonden en zorgde voor lege straten van Paramaribo doordat iedereen aan de radio gekluisterd zat.
Hoofdsponsor was de Colgate-Palmolive Company Suriname van Iwan de Vries. De Vries speelde een rol in het bestuur van de toen nieuwe zender RAPAR en gunde deze omroep de hoorspelserie Linda's eerste liefde na het aflopen van het contract met de AVROS. De verhuizing was inclusief de hoofdrolspeelster en andere leden van de cast. 
Een keer per week werden de opnamen voor de hele week gemaakt. De 6 radio-acteurs Vera Lionarons-Heilbron (als Linda Crockett), Wilfred Lionarons (als Linda's eerste liefde Kenneth Woodruff en tevens regisseur die het zijn acteurs niet altijd even makkelijk maakte), Marita Karg-Kleine (als Tante Sara), Lydia Emanuels (als Daisy Keppelmeister), Cyriel Karg (als Pa Crockett) en Stan Geerlings (als Danny Grogan) waren de eerste mediasterren van Suriname.
En elke dag kwamen er luisteraars naar de studio. Zij kregen voor 3 wikkels (verpakking) van Palmolive zeep en 3 lege doosjes van Colgate tandpasta een gesigneerde foto van een van de sterren.